# Motori Peugeot
In questa sede si vuole fornire una panoramica d'insieme dei principali motori prodotti dalla Peugeot nel corso della sua storia.

## Premessa
Di seguito verranno elencati i motori sviluppati esclusivamente da Peugeot, quelli del Gruppo PSA e quelli realizzati in joint venture con altre case automobilistiche.

## Motori esclusivi Peugeot
In questa sezione sono riportati i principali motori prodotti esclusivamente dalla Peugeot. 

### Versioni a benzina
- NE, 0.7 litri (1920-31);
- PG, 1.4-1.6 litri (1923-29);
- SE, 1.1 litri (1929-34);
- SER, 1.3-1.4 litri (1932-37);
- TG, 1.1 litri (1938-49 e 1955-65);
- TH, 2-2.1 litri (1936-50);
- TE, 1.8 litri(1937-38);
- TM, 1.3 litri (1948-66);
- TN3, 1.5 litri (1955-59);
- XB, 1.5 litri (1959-78);
- XC, 1.6 litri (1960-75);
- XK, 1.1 litri (1965-80);
- XL, 1.3 litri (1969-86);
- XM, 1.8 litri (1968-90);
- XN, 2 litri (1970-92);
- XR, 1.5 litri (1978-82).

### Versioni Diesel
- TMD, 1.8 litri (1959-66);
- XD, 1.8-2.5 litri (1963-92);
- XLD, 1.3-1.4 litri (1968-1980);
- XIDL, 1.5 litri (1979-82).

## Motori PSA
Nel 1976 nasce il Gruppo PSA, costituito da Peugeot, Citroën ed inizialmente anche da Talbot. Di seguito vengono mostrati i motori prodotti da tale gruppo. Molti di essi sono stati progettati e sviluppati in collaborazione con altre Case automobilistiche, che vengono via via indicate di seguito per ognuno di questi motori.

### Versioni a benzina
- PSA X, 1.0-1.4 litri (1972-98), in collaborazione con Renault;
- Motore Prince, 1.4-1.6 litri (dal 2005), in collaborazione con BMW;
- Motore Douvrin, 2.0-2.2 (1977-96), in collaborazione con Renault;
- Motore PRV, 2.7-3.0 litri (1974-98), in collaborazione con Renault;
- ES, 2.9 litri (1996-2009), in collaborazione con Renault;
- XU, 1.6-2.0 litri (1981-1999);
- TU, 1.0-1.6 litri (1987-2015);
- EW, 1.7-2.2 litri (1999-2010), in collaborazione con Ford;
- EB, 1.0-1.2 litri (dal 2012);
- EC5 e EC8, 1.6 e 1.8 litri (dal 2012);

### Versioni Diesel
- XUD, 1.8-2.1 litri (1981-98);
- TUD, 1.4-1.5 litri (1988-2002);
- DJ e DK, 2.4 litri (1994-02);
- DV, 1.4-1.6 litri (dal 1998), in collaborazione con Ford;
- Douvrin Diesel 2.1 litri (1980-96), in collaborazione con Renault;
- DW, 1.9-2.2 litri (dal 1999), in collaborazione con Ford;
- Serie DT, 2.7-3 litri (2004-13, in collaborazione con Ford, dal 2013 viene utilizzato unicamente in applicazioni Jaguar e Land Rover).

Dal motore DV da 1.6 litri è stato derivato anche il primo dei motori e-HDi, che integra il sistema Stop&Start di nuova generazione. In seguito, anche il 1.4 DV è stato proposto anche come e-HDi. I motori DV da 1.6 litri e DW da 2 litri sono evoluti nel corso degli anni dando luogo ai cosiddetti motori BlueHDi.

## Altri motori
Vi è anche un altro motore utilizzato dal Gruppo PSA, ma progettato e realizzato dalla giapponese Toyota. Questo motore da 1 litro ha come sigla 1KR-FE ed è stato prodotto a partire dal 2005.

Inoltre, il gruppo PSA che a metà degli anni 2000 ha stretto un accordo di collaborazione con un'altra Casa giapponese, la Mitsubishi, ha potuto usufruire di uno dei motori prodotti da quest'ultima, ossia il motore 4B12 da 2.4 litri.